# Hayriye Hanimsultan
Hayriye Hanımsultan (turco ottomano: خیریه خانم سلطان, "benedizione" o "fortuna"; Istanbul, giugno 1846 – Istanbul, 26 luglio 1869) è stata una principessa ottomana, figlia di Adile Sultan e nipote del sultano Mahmud II.

## Biografia
Hayriye Hanımsultan nacque a Istanbul nel giugno 1846. Sua madre era Adile Sultan, la  più giovane fra le figlie sopravvissute del sultano ottomano Mahmud II, e suo padre suo marito Mehmed Ali Pasha. Aveva un fratello minore, Sultanzade Ismail Bey, e due sorelle minori, Şadıka Hanımsultan e Aliye Hanımsultan, tutti morti infanti. Inoltre, aveva un fratellastro maggiore e una sorellastra maggiori da parte di padre, Mehmed Edhem Bey (che sposò sua cugina Refia Sultan, figlia del sultano Abdülmecid I) e Hatice Hanim.  
Da ragazza, prese lezioni di musica con la compositrice, poetessa e scrittrice Leyla Saz.  
Il 10 giugno 1865 venne promessa in sposa a Ahmed Rıfat Bey, figlio di Mehmed Kani Pasha, ma il fidanzamento venne annullato entro sei mesi. Secondo una versione, Hayriye si era offesa perché il fidanzato, notoriamente arrogante, le aveva rifiutato un regalo costoso, secondo un'altra la principessa si era innamorata di Ali Rıza Bey, figlio di İşkodralı Mustafa Şerif Pasha, e aveva chiesto ai genitori e allo zio, il sultano Abdülmecid, di poterlo sposare. In ogni caso, dopo la rottura Ahmed Rifat venne congedato dall'esercito e inviato a San Pietroburgo. 
Hayriye sposò poi Ali Rıza, promosso Pascià, il 22 aprile 1866 nel Palazzo di Kuruçeşme. I due vissero in una villa a Çamlıca ed ebbero due figli e una figlia, tutti morti infanti, oltre a subire diversi aborti spontanei. 
Hayriye morì di tubercolosi il 26 luglio 1869 e venne sepolta nel mausoleo di suo padre a Eyüp, dove riposano anche i genitori, i fratelli e i figli.